# Sovrani di Pomerania

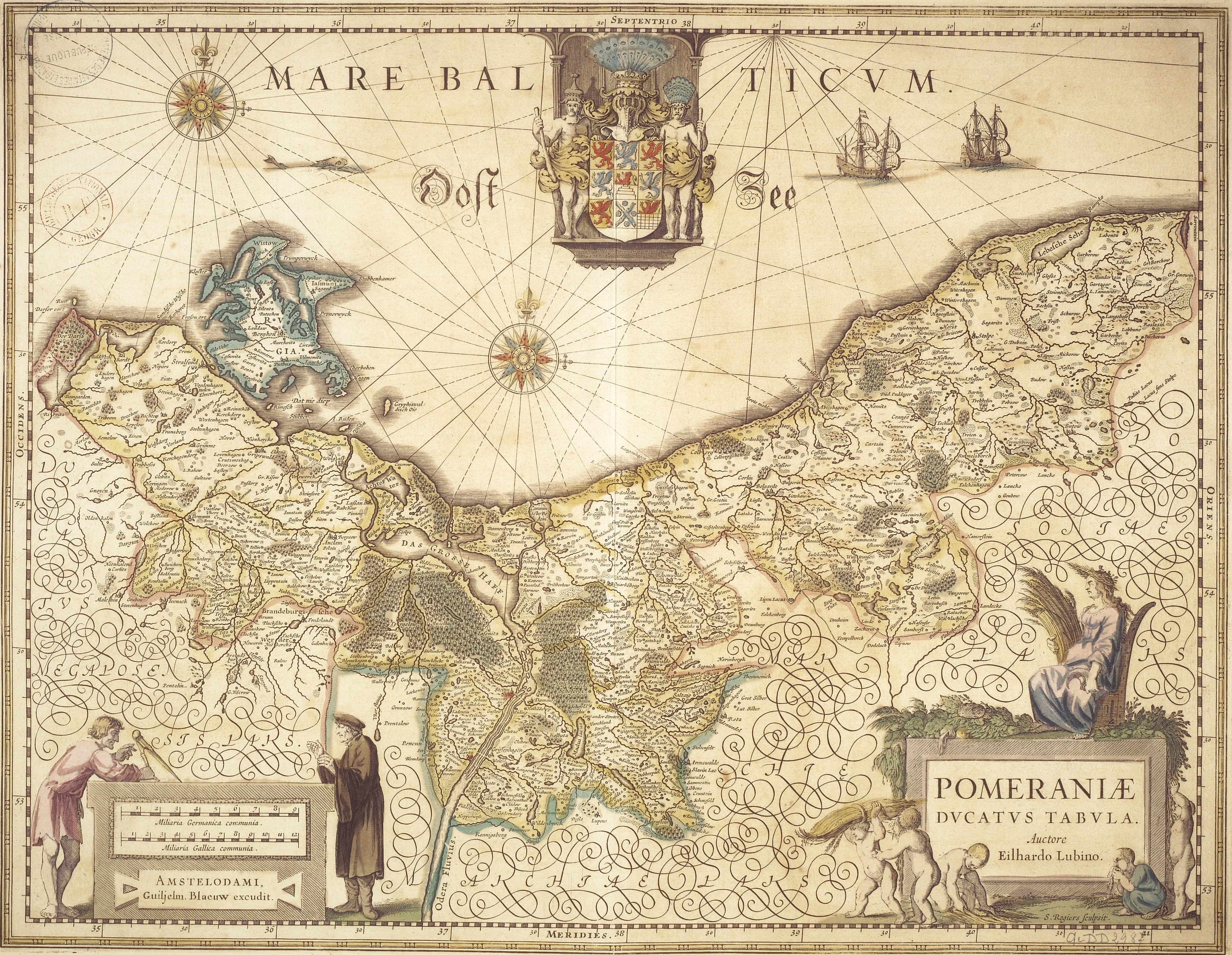
Mappa del Ducato di Pomerania nel XVII secolo

Elenco dei sovrani di Pomerania.

## Ducato di Pomerania
- prima del 1121 Swantopolk I
- 1121 – prima del 1147/8 Wartislaw I
- 1147/8–1156 Ratibor
- 1156–1180 Boghislao I e Casimiro I
- 1180–1187 Boghislao I
- 1187–1220 Boghislao II e Casimiro II

Nel 1202 il ducato fu ripartito; le parti iniziali furono (fino al 1264) Stettino e Demmin, dopo la prima effettiva suddivisione dal 1295 Wolgast e Stettino, quindi di tanto in tanto il ducato fu nuovamente riunito formando uno Stato di Pomerania i cui duchi furono:
- 1220–1278 Barnim I
- 1278–1295 Barnim II, Ottone I e Boghislao IV
- 1478–1523 Boghislao X detto "il Grande"
- 1523–1531 Giorgio I e Barnim IX
- 1625–1637 Boghislao XIV
- dal 1637 la parte occidentale della Pomerania (Pomerania Anteriore) appartenne alla Svezia compresa Stettino
- 1637–1657 i territori di Lauenburg e Bütow come feudi inglobati appartennero dapprima alla Polonia e poi al Brandeburgo
- dal 1648 la Pomerania Anteriore appartenne al Brandeburgo

### Pomerania-Stettino
- 1160–1187 Boghislao I
- 1156–1180 Boghislao I e Casimiro I
- 1202–1220 Boghislao II
- 1220–1278 Barnim I
- 1278–1295 Barnim II, Ottone I e Boghislao IV
- 1295–1344 Ottone I
- 1344–1368 Barnim III
- 1368–1372 Casimiro III (IV.), Swantibor III (I.) e Boghislao VII
- 1372–1404 Swantibor III (I) e Boghislao VII
- 1404–1413 Swantibor III (I)
- 1413–1428 Ottone II e Casimiro V
- 1428–1435 Casimiro V
- 1435–1451 Gioacchino I
- 1451–1464 Ottone III
- 1464–1474 Eric II
- 1474–1523 Boghislao X
- 1523–1531 Giorgio I e Barnim IX
- 1531–1569 Barnim IX
- 1569–1600 Giovanni Federico
- 1600–1603 Barnim X
- 1603–1606 Boghislao XIII
- 1606–1618 Filippo II
- 1618–1620 Francesco
- 1620–1637 Boghislao XIV

### Pomerania-Demmin
- 1160–1180 Casimiro I
- 1202–1219/20 Casimiro II
- 1219/20–1264 Vartislao III

### Pomerania-Wolgast
- 1295–1309 Boghislao IV
- 1309–1326 Wartislao IV
- 1326–1365 Boghislao V, Barnim IV e Wartislao V
- 1365–1368 Boghislao V, Wartislao V
- 1368–1376 Boghislao VI, Wartislao VI
- 1376–1393 Boghislao VI
- 1393–1394 Wartislao VI
- 1394–1405 Barnim VI, Wartislao VIII
- 1405–1415 Wartislao VIII
- 1415–1451 Barnim VII e Wartislao IX
- 1451–1457 Wartislao IX
- 1457–1474 Erich II
- 1474–1478 Wartislao X
- 1478–1523 Boghislao X
- 1523–1531 Barnim IX e Giorgio I
- 1532–1560 Filippo I
- 1567–1569 Boghislao XIII, Ernesto Ludovico, Giovanni Federico e Barnim X
- 1569–1592 Ernesto Ludovico
- 1592–1625 Filippo Giulio

### Pomerania-Stolp
- 1368–1373 Boghislao V
- 1374–1377 Casimiro IV (V)
- 1377–1395 Wartislao VII
- 1395–1402 Boghislao VIII e Barnim V
- 1402–1403 Barnim V
- 1403–1418 Boghislao VIII
- 1418–1446 Boghislao IX
- 1449–1459 Erich I

### Pomerania-Stargard
- 1377–1402 Boghislao VIII e Barnim V.
- 1402–1418 Boghislao VIII.
- 1418–1446 Boghislao IX
- 1449–1459 Erich I

### Pomerania-Barth
- 1425–1436 Barnim VIII, Swantibor IV
- 1436–1451 Barnim VIII
- 1457–1478 Wartislao X
- 1478–1531 Parte del Ducato di Pomerania
- 1531–1569 Parte del Ducato di Wolgast
- 1569–1605 Boghislao XIII
- ab 1603 Parte del Ducato di Stettino

### Pomerania-Rügenwalde
(tra il 1569 e il 1622 apannaggio dei duchi)
- 1569–1602 Barnim X
- 1602–1605 Casimiro VI
- 1605–1606 Boghislao XIII
- 1606–1617 Giorgio II, Boghislao XIV
- 1617–1622 Boghislao XIV